# United States Space Force
Pour les articles homonymes, voir USSF.
L'United States Space Force (en français : « Force spatiale des États-Unis »), ou USSF en abrégé, est la branche des Forces armées des États-Unis destinée à la conduite d'opérations militaires dans l'espace, créée le 20 décembre 2019. Il s'agit de la sixième branche des forces armées des États-Unis, dépendant du département de la Force aérienne. Son quartier-général provisoire se trouve sur la base de Peterson.

## Historique

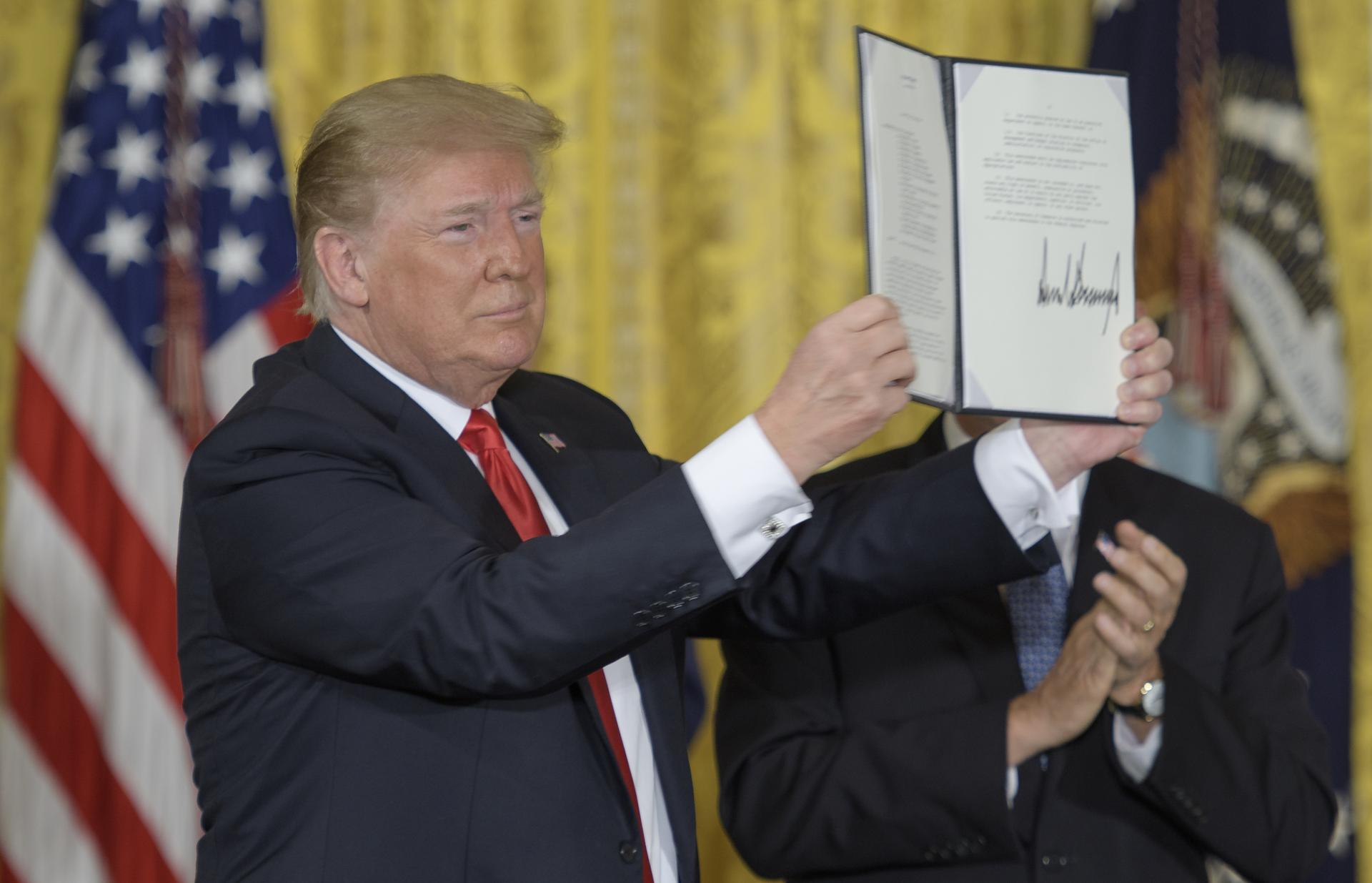
Donald Trump montrant la directive signée le 18 juin 2018.

En 2000, Donald Rumsfeld, dirigeant la Commission américaine chargée d’évaluer la sécurité nationale de l’organisation et de gestion, recommande une réorganisation interne de la United States Air Force pour consolider les activités liées au secteur spatial du département de la Défense. La guerre contre le terrorisme et la guerre d’Irak font oublier cette proposition.
Le 18 juin 2018, le président des États-Unis Donald Trump annonce dans une allocution au National Space Council une directive créant une sixième branche des forces armées des États-Unis, indépendante de la United States Air Force.
Le 9 août 2018, le vice-président des États-Unis Mike Pence annonce lors d'une réunion au Pentagone que le processus de création de cette nouvelle branche était en cours et précise que le processus se ferait par étapes, avec pour objectif de créer cette sixième branche d’ici 2020, cette décision devant être approuvée par le Congrès des États-Unis pour être effective.
Dans le budget de la défense 2019, il est décidé de réactiver le United States Space Command comme première étape pour une force spatiale. La demande de création de celle-ci est officialisée avec la publication de la Space Policy Directive-4 le 19 février 2019. Une Agence de développement spatial (Space Development Agency) est créée en mars 2019 pour aider le département de la Défense à développer de nouveaux satellites militaires, mais en décembre 2019 son sort est incertain vu son manque de moyens.
En avril 2019, l'Air Force annonce les six sites finalistes pour la future localisation du quartier général du Space Command : Buckley Air Force Base, Cheyenne Mountain, Peterson Air Force Base, Schriever Air Force Base (en), dans le Colorado, Redstone Arsenal de l'US Army en Alabama et Vandenberg Air Force Base en Californie .
La force spatiale des États-Unis est officiellement créée avec la signature le 20 décembre 2019 du National Defense Authorization Act pour l'année 2020 par Donald Trump qui officialise la transformation de l'Air Force Space Command en United States Space Force. Le budget spécifique accordé pour l'année de son démarrage est de 40 millions de dollars américain au lieu des 72,4 millions demandés.
Les activités d'établissement de l'USSF devraient être achevées en 2024.
L'United States Space Force réalise le 5 février 2020 son premier test de missile balistique intercontinental, un Minuteman III; le premier lancement d'un satellite, le 6e Advanced Extremely High Frequency a lieu le 26 mars 2020.  Le « sixième département des forces armées américaines » comprend 16 000 militaires et civils. Selon Gérard Araud, ex-ambassadeur de France aux États-Unis, le projet américain rompt « avec une vision de l’espace comme un milieu démilitarisé et régi par le droit international ». La Chine, désignée comme adversaire stratégique, réclame depuis début 2019 l’ouverture de négociations afin d’élaborer un instrument juridiquement contraignant pour le contrôle des armements spatiaux.

## Organisation

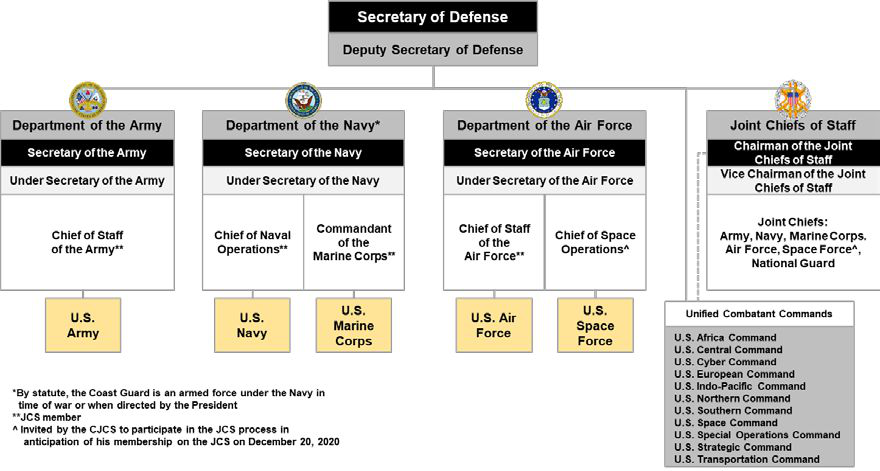
Organisation de l'United States Space Force au sein du département de la Défense

Ce nouveau service est organisé comme une branche au sein du département de la Force aérienne des États-Unis et a un chef des opérations spatiales — un peu similaire au chef des opérations navales (CNO) de l'US Navy — qui est un officier ayant le grade de général et est membre à part entière du comité des chefs d'état-major interarmées. Le premier Chef des Opérations Spatiales est l'actuel commandant du US Space Command, le Général Raymond.
Ainsi, en décembre 2019, l'Air Force Space Command (AFSPC) est restructuré en USSF, constituant ainsi la première étape de cette nouvelle branche. Bien que la Force spatiale soit initialement organisée en tant que service au sein du département de la Force aérienne, l'intention est qu'à un moment ultérieur, l'USSF soit transféré à un nouveau département de la Force spatiale. Cependant, la Force spatiale ne comprendra pas le National Reconnaissance Office (NRO), ni la National Aeronautics and Space Administration (NASA), la National Oceanic and Atmospheric Administration (NOAO), ni d'autres agences spatiales non militaires.
L'USSF sera responsable de tous les principaux programmes d'acquisitions spatiales, gérera son propre budget et est un réservoir de forces au profit de l'U.S. Space Command, qui emploiera ces forces pour accomplir directement les missions dans le domaine spatial. Ce nouveau service comprendra tout le personnel en uniforme et civil du département de la Défense qui mène et soutient les opérations spatiales. Une fois établies, les responsabilités de l'USSF comprendront la doctrine spatiale, l'organisation, la formation, le matériel, le personnel et les installations.

## Structure de l'USSF
L'USSF a autorité sur le Space Operations Command et le Space and Missile Systems Center qui eux-mêmes ont autorité sur différents escadres, centres et groupes à leur création :
| US Space Force, Pentagone, Virginie | |
| Space Operations Command (SpOC), Vandenberg SFB, Californie - 21st Space Wing, Peterson SFB, Colorado - 30th Space Wing, Vandenberg SFB, Californie - 45th Space Wing, Patrick SFB, Floride - 50th Space Wing, Schriever Space Force Base (en), Colorado - 460th Space Wing, Buckley SFB, Colorado - 614th Air Operations Center, Vandenberg SFB, Californie | Space and Missile Systems Center (SMC), Los Angeles AFB (en), Californie - 61st Air Base Group, Los Angeles AFB, Californie |

Dans une phase de montée en puissance de l'USSF, d'autres unités de l'USAF devraient être transférées au sein de la Space Force en 2020.  Le 24 juillet 2020, trois escadres et huit groupes sont désactivés et remplacés par un Delta provisoire, deux garnisons de commandement, et huit Space Delta.

### Space Operations Command (SpOC)

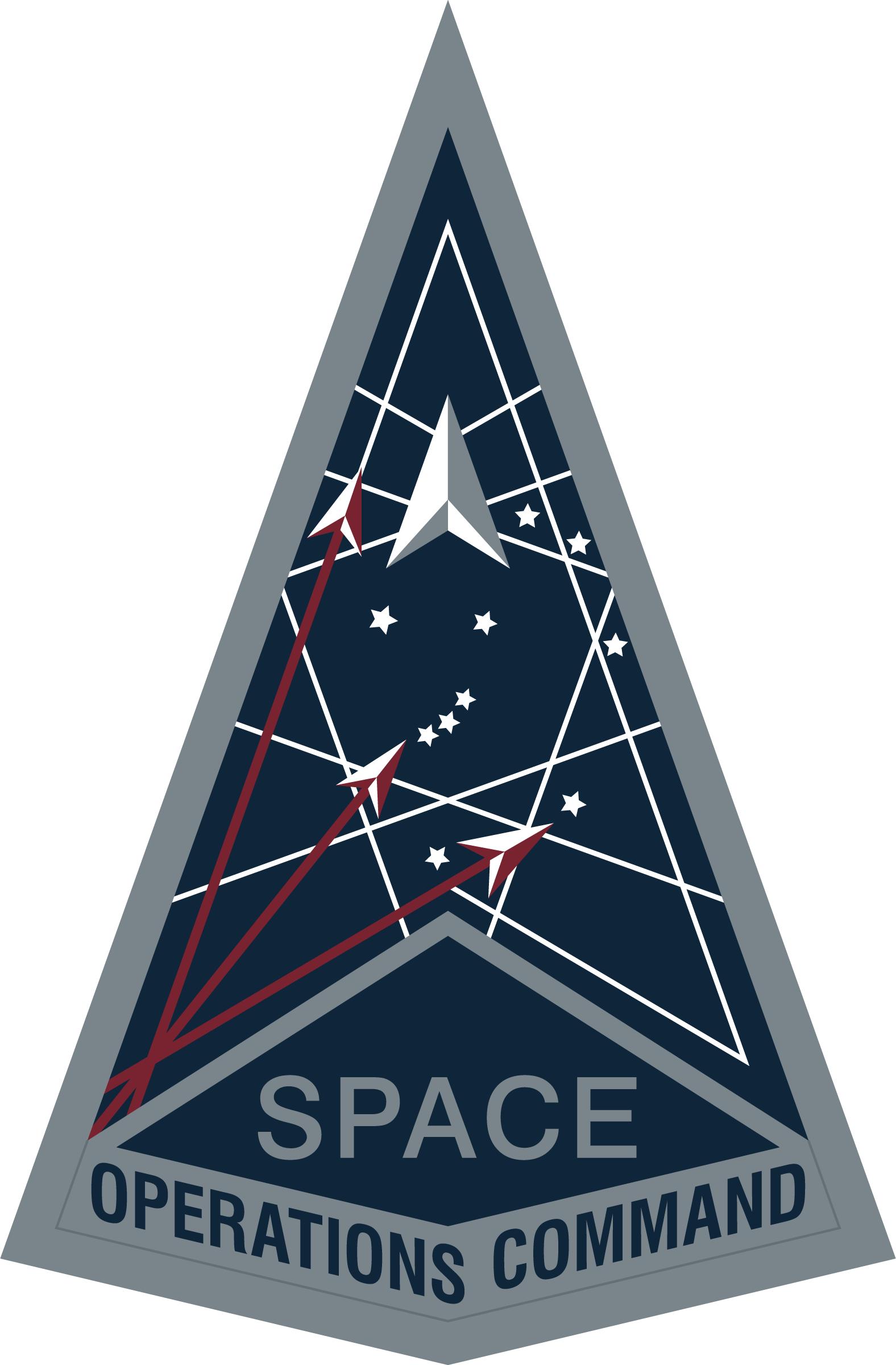
Emblème du SpOC.

Anciennement dénommé 14e force aérienne de l'USAF, il a pris de nom de Space Operations Command (en) (SpOC) en décembre 2019 et a été établi officiellement le 21 octobre 2020. 
Commandement de l'USSF localisé sur la base de Vandenberg, il est responsable de l’organisation, de l’entraînement, de l'équipement, du commandement et contrôle (C2), et de l'emploi des forces spatiales pour soutenir les plans et missions opérationnels du commandant de l'US Space Command.
A ce titre, il sert d'état-major au Combined Force Space Component Command (CFSCC) de l'US Space Command.

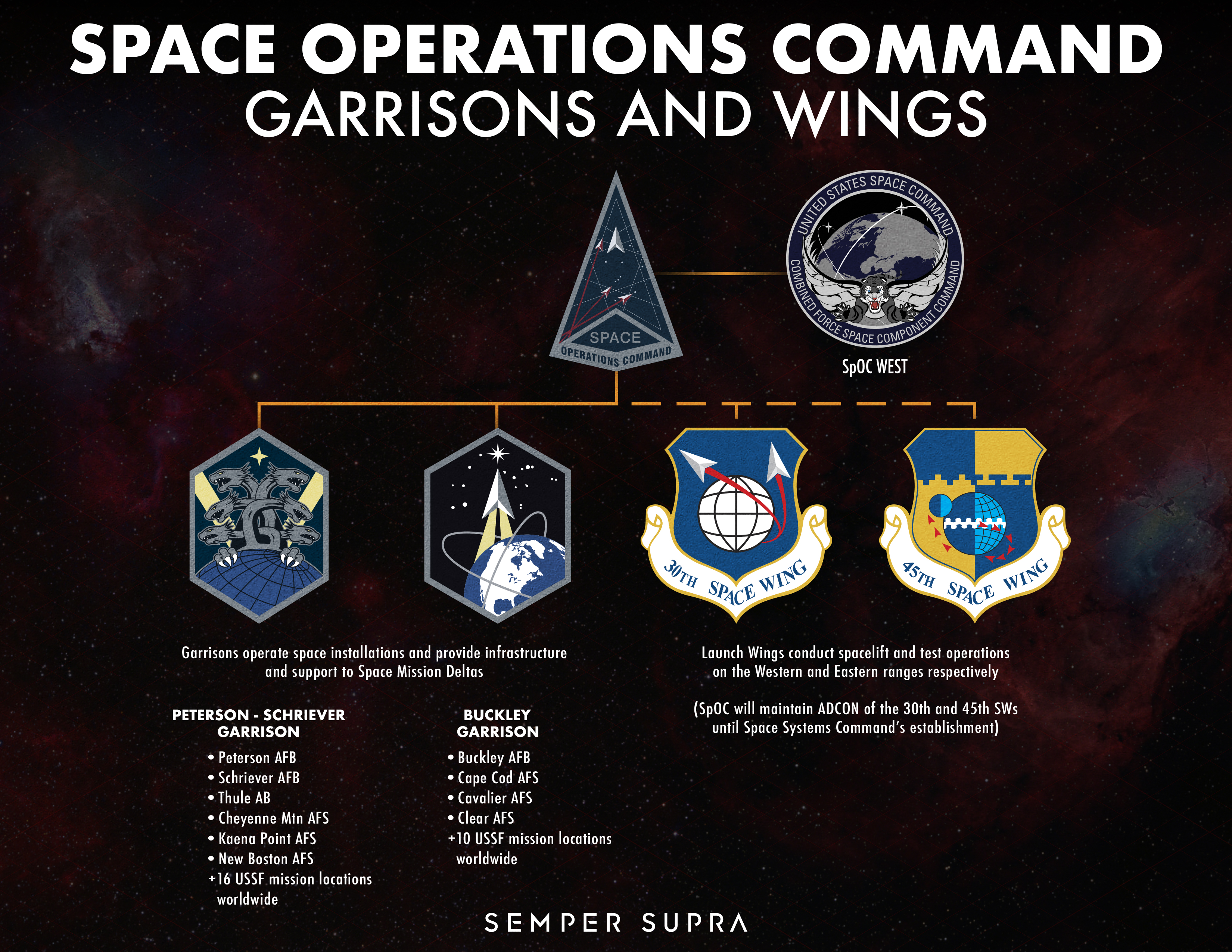
Structure à partir du 24 juillet 2020.

### Structure après le 24 juillet 2020
- Space Operations Command West (en), Vandenberg Space Force Base, Californie[16]
- Space Training and Readiness Delta Provisional, Peterson Space Force Base, Colorado
- Space Delta 2 (en) (Space Domain Awareness), Peterson Space Force Base, Colorado
- Space Delta 3 (en) (Space Electronic Warfare), Peterson Space Force Base, Colorado
- Space Delta 4 (en) (Missile Warning), Buckley Space Force Base, Colorado
- Space Delta 5 (en) (Command and Control), Vandenberg Space Force Base, Californie
- Space Delta 6 (en) (Cyberspace Operations), Schriever Space Force Base (en), Colorado
- Space Delta 7 (en) (Intelligence, Surveillance, and Reconnaissance), Peterson Space Force Base, Colorado
- Space Delta 8 (en) (Satellite Communication/Navigation Warfare), Schriever Space Force Base, Colorado
- Space Delta 9 (en) (Orbital Warfare), Schriever Space Force Base, Colorado
- Peterson-Schriever Garrison (en), Peterson Space Force Base, Colorado
- Buckley Garrison (en), Buckley Space Force Base, Colorado
- Space Launch Delta 30 (en) (ex 30 SW), Vandenberg Space Force Base, Californie
- Space Launch Delta 45 (ex 45 SW), Patrick Space Force Base, Floride

#### 21st Space Wing (21 SW) avant le 24 juillet 2020

La couverture des radars BMEWS est en rouge tandis que celle du système PAVE PAWS est en bleu.

Escadre située sur la base aérienne de Peterson dans le Colorado, la 21st Space Wing est la seule entité chargée de la défense antimissile et de la détection des objets spatiaux.
Avec 22 unités rattachées dans 9 pays, la 21 SW est l'escadre de l'USAF la plus dispersée géographiquement. Elle s'appuie sur deux principaux groupes.
- 21st Operations Group (21 OG) :
  - Les  6th Space Warning Squadron (6 SWS, Cape Cod Space Force Station, Massachusetts) et  13th Space Warning Squadron (13 SWS, Clear Space Force Station, Alaska) sont chargés d'exploiter les radars  PAVE PAWS (en).
  - Les  7th Space Warning Squadron (7 SWS, Beale AFB, Californie) et  12th Space Warning Squadron (12 SWS, Thule Air Base, Groenland) emploient le nouveau système AN/FPS-132 UEWR (en) (Upgraded Early Warning Radar).
  - Un officier de liaison de l'USAF présent au sein du RAF Fylingdales au Royaume-Uni, permet de compléter ainsi le système américain BMEWS (Ballistic Missile Early Warning System) par un échange de données.
  - Le  10th Space Warning Squadron (10 SWS, Cavalier Space Force Station, Dakota du nord exploite le radar AN/FPQ-16 PARCS (en) (Perimeter Acquisition Radar Attack Characterization System).

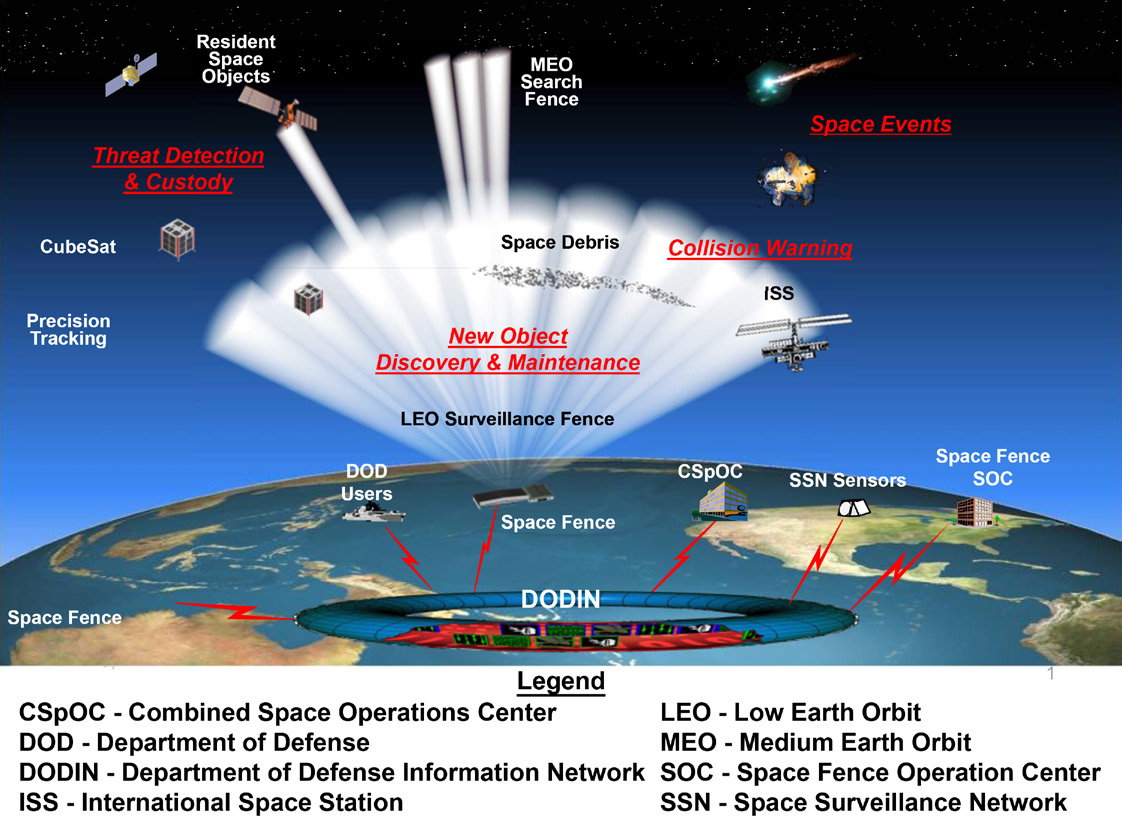
Diagramme de la Space Fence

- - Le  20th Space Control Squadron (20 SCS, Eglin AFB, Floride) utilise un réseau de 5 systèmes répartis sur 6 lieux géographiques pour trouver et suivre des objets dans l'espace de l'ordre de 9 cm à 7 000 km et de 24 cm à 40 000 km[17] : 
    - un système AN/FPS-85 (en) à Eglin AFB;
    - trois détecteurs GEODSS (Ground-Based Electro-Optical Deep Space Surveillance) situés à White Sands Missile Range (Detachment 1), à Naval Support Facility Diego Garcia (Detachment 2) et au Maui Space Surveillance Complex (Detachment 3) ;
    - l'US Air Force Space Fence, déclarée opérationnelle en mars 2020, située à Kwajalein, un atoll faisant partie des îles Marshall, et exploitée depuis le centre d'opérations (Detachment 4) localisé à Redstone Arsenal (Alabama)[18].

  - Les données spatiales sont analysées au sein du  18th Space Control Squadron  (18 SCS, Vandenberg AFB, Californie). Unité la plus récente du 21st Space Wing, elle assure la mission de connaissance de la situation spatiale (Space Situational Awareness).

- 721st Operations Group (721 OG) :
  - Localisé sur la base aérienne de Peterson, le  4th Space Control Squadron (4 SCS)  est une unité chargée d'exploiter le Counter Communications System (CCS), système au sol destiné à des actions offensives dans le domaine des communications par satellites[19].
  - Réactivé en octobre 2019 sur la base de Peterson également, le  5th Space Control Squadron (5 SCS)  a pour mission de protéger et défendre les capacités spatiales américaines[Comment ?].
  - Le  16th Space Control Squadron (16 SCS), également stationné sur la base de Peterson, a pour mission de protéger les communications par satellites et de détecter, caractériser, géolocaliser les sources d'interférences sur les satellites militaires et commerciaux américains. A ce titre, le personnel de l'unité est amené à se déployer sur les théâtres d'opérations.

#### 30th Space Wing (30 SW)
Il est prévu qu'elle soit renommé Space Launch Delta 30.
- Situé à Vandenberg, le  2d Space Launch Squadron (2 SLS) a été réactivé en juillet 2019 avec la fusion du 4th Space launch Squadron et du 1st Air and Space test Squadron, reprenant leurs missions et devenant ainsi l'un des deux escadrons de lancements spatiaux de l'U.S. Air Force avec le 5th Space Launch Squadron de la 45th Space Wing situé à Cap Canaveral.
- Le  2d Range Operations Squadron (2 ROPS) est situé à Vandenberg, tout comme le 30th Operations Group (30 OG) dont il dépend et les services de soutien du groupe. L'unité est chargée de contrôler et d'exploiter le site de Western Range (en) pour les lancements, les essais de missiles balistiques, les tests et essais aéronautiques, les opérations de surveillance de l'espace,... (suivi, télémétrie, communications, analyse de données, systèmes météorologiques, opérations de maintenance,...).

#### Space Launch Delta 45
Localisé sur la base de Patrick SFB en Floride et contrôlant aussi la base de lancement de Cap Canaveral, la Space Launch Delta 45, anciennement 45th Space Wing (45 SW) jusqu'au le 11 mai 2021 est responsable de tous les lancements depuis le site de la côte Est des États-Unis. Elle soutient l'Eastern Range (en) pour les activités de lancement de la force spatiale, du département de la Défense, de la NASA et aussi de corporations spatiales privées.

#### 50th Space Wing (50 SW) avant le 24 juillet 2020
Localisée sur la base de Schriever AFB (en) dans le Colorado, la 50th Space wing est composée de trois groupes dont les deux principaux sont le 50th Operations Group (50th OG) et le 50th Network Operations Group (50th NOG). Des unités et des détachements situés en dehors de Schriever AFB lui sont aussi subordonnés. Le 24 juillet 2020, il devient le Space Delta 8.
- 50th Operations Group (50th OG) :
  - Le  1st Space Operations Squadron (1 SOPS) exploite les satellites ayant pour objet de surveiller l'espace depuis l'espace uniquement, c'est-à-dire[22] :
    - en orbite basse : les satellites du Space Based Space Surveillance (SBSS) chargés de surveiller l'orbite basse et de l' Advanced Technology Risk Reduction System (ATRR) ayant pour but de surveiller l'orbite géostationnaire depuis l'orbite basse;
    - en orbite géostationnaire : les deux satellites du Geosynchronous Space Situational Awareness Program (GSSAP) et l' Operationally Responsive Space-5 (ORS-5).

  - Le  2d Space Operations Squadron (2 SOPS) est chargé de contrôler la constellation GPS à partir de la station de contrôle principale située à Schriever AFB et d'un réseau de stations et d'antennes réparties autour du monde.
  - Le 3rd Space Experimentation Squadron (3 SES) est l'unique unité opérant des démonstrateurs dans l'espace[23]. S'appuyant sur l'innovation et des méthodes scientifiques, le 3 SES permet d'accélérer la transition de la recherche et développement vers des capacités spatiales opérationnelles. Ainsi, l'escadron a exploité le système ANGELS (Automated Navigation and Guidance Experiment for Local Space) jusqu'à sa désactivation en 2017. Disposant d'un capteur pour la surveillance de l'espace, ce système était capable de réaliser des opérations de proximité et de rendez-vous. Le 3 SES exploite le système Mycroft éjecté en orbite géostationnaire depuis le système EAGLE (Evolved Expendable Launch Vehicle Secondary Payload Adapter Augmented Geosynchronous Laboratory Experiment), programme de l'Air Force Research Laboratory lancé en 2018 et soutenu à l'origine par du personnel sur la base de Kirtland Air Force Base au Nouveau-Mexique qui vont déménager en 2020 sur la base de Schriever. L'objectif du système Mycroft est d'accroître les capacités de caractérisation avec des manœuvres de rendez-vous et d'opérations de proximité. Le 3 SES supervise également les opérations du X-37, un programme expérimental conçu pour tester des technologies autour d'une plateforme non habité, fiable et réutilisable.
  - Le  4th Space Operations Squadron (4 SOPS) a pour mission d'exploiter les systèmes militaires américains de communication par satellites. À partir d'un segment sol situé sur la base de Schriever et d'un site à Vandenberg, l'escadron est responsable du contrôle des systèmes Milstar et de son remplaçant l'Advanced Extremely High Frequency, Defense Satellite Communications System et des constellations de satellites Wideband Global SATCOM. L'escadron met en œuvre également 3 stations de contrôle mobile Advanced Ground Mobile vehicles.
  - Le 50 OG Detachment 1, situé à Suitland dans le Maryland, supervise le contrôle de la constellation Defense Meteorological Satellite Program et fournit des données spatiales à des fins météorologiques, océanographiques et de mesure d'activités solaires au profit du département de la Défense et d'utilisateurs civils américains (NASA, département du Commerce, NOAA,...) et étrangers.
- 50th Network Operations Group (50 NOG) :
  - Unité située à Vandenberg, la mission du  21st Space Operations Squadron (21 SOS) est d'assurer la maintenance des systèmes satellitaires américains.
  - Le  22d Space Operations Squadron (22 SOS), localisé à Schriever AFB, est chargé des réseaux et de maintenir les stations déportées.
  - Localisé à New Boston Space Force Station dans le New Hampshire, le  23d Space Operations Squadron (23 SOS) assure la capacité de contrôler près de 200 satellites militaires et civils américains en maintenant la station la plus importante du Satellite Control Network (AFSCN) (en) ainsi que sur 3 autres lieux (Thule au Groenland, Oakhanger au Royaume-Uni et à Cap Canaveral).

#### 460th Space Wing (460 SW)
Situé à Buckley Space Force Base dans le Colorado, la 460 SW est chargée de la mission d'alerte avancée et de défense antimissile. Elle exploite les satellites du Defense Support Program (DSP) et leurs remplaçants du Space-Based Infrared System (SBIRS) placés sur des orbites géosynchrone et Molnia.
L'escadre soutient directement et quotidiennement tous les Combatant Commands dans leurs opérations partout dans le monde. Renommé 460th Operations Group, il est intégré dans le Space Delta 4 (en) le 24 juillet 2020.

#### 614th Air Operations Center (614 AOC)
Localisé à Vandenberg, le 614 AOC est le centre d'opérations spatiales du SpOC. Il sert de noyau clef du Combined Space Operations Center (en) (CSpOC),  ainsi que de réservoir de forces pour le CSpOC. Il est intégré dans le Space Delta 5 (en) le 24 juillet 2020.

#### Space and Missile Systems Center (SMC)
Situé sur la base aérienne de Los Angeles AFB, le Space and Missile Systems Center (SMC) est un commandement de l'USSF responsable du développement, de l'acquisition, du déploiement et du soutien des systèmes spatiaux militaires. Il est renommé Space Systems Command (en) le 13 août 2021.

## Moyens
Les actifs de l'USSF comprennent la plupart des actifs spatiaux de la United States Air Force, tels que les installations de lancement de satellites à la Vandenberg Space Force Base, la base de contrôle au sol des engins spatiaux de la Schriever Space Force Base (en) contrôlant le Satellite Control Network (en) et le réseau de satellites GPS.
En absorbant, entre autres, le Air Force Space Command de la United States Air Force, l'USSF devient le principal utilisateur de satellites gouvernementaux au monde avec 77 satellites officiellement en service au 4 mai 2018, et possède, en 2020, deux navettes spatiales inhabitées Boeing X-37.
Ainsi, l'USSF est chargée d'exploiter de nombreuses constellations de satellites artificiels au profit de l'ensemble des forces armées américaines dont notamment :
- Advanced Extremely High Frequency
- Defense Meteorological Satellite Program
- Defense Satellite Communications System
- Defense Support Program
- Global Positioning System
- Milstar
- Space-Based Infrared System
- Wideband Global SATCOM

Au total, au 30 novembre 2018, les États-Unis déclaraient 167 satellites militaires et 170 autres gouvernementaux. Ces satellites sont lancés, depuis les années 2000, par les fusées retenues dans le cadre du programme Evolved Expendable Launch Vehicle, le lanceur Delta IV de Boeing et l'Atlas V de Lockheed Martin opérationnels depuis 2002 réunis dans la coentreprise United Launch Alliance (ULA), et le Falcon 9 de SpaceX depuis mars 2015.
ULA (pour 60 %) et SpaceX (40 %) se partagent le 11 août 2020 un contrat pluriannuel de 30 à 34 missions sur la période 2022-2026, dans le cadre du programme spatial de sécurité nationale (NSSL). Le département de la Défense prévoit de dépenser environ un milliard de dollars par an dans ce cadre.

## Culture populaire
- L'United States Space Force et sa mise en place sont au cœur de la série parodique Space Force, lancée sur Netflix le 29 mai 2020.

#### Sites officiels
- (en) US Space Force
- (en) Space Operation Command
  - (en) 21st Space Wing
  - (en) 31st Space Wing
  - (en) 45th Space Wing
  - (en) 50th Space Wing
  - (en) 460th Space Wing
- (en) Space and Missile Systems Center